# Карстен Болл
Карстен Болл (англ. Carsten Ball; нар. 20 червня 1987) — колишній австралійський тенісист.
Найвищу одиночну позицію світового рейтингу — 108 місце досяг 26 липня 2010, парну — 54 місце — 26 жовтня 2009 року.
Здобув 1 парний титул.
Найвищим досягненням на турнірах Великого шолома був чвертьфінал в парному розряді.
Завершив кар'єру 2016 року.

## Фінали турнірів ATP за кар'єру

### Одиночний розряд: 1 (0–1)
| Легенда                                     |
| Турніри Великого шлему (0–0)                |
| Фінали Світового туру ATP (0–0)             |
| Серія Мастерс 1000 Світового Туру ATP (0–0) |
| Серія 500 Світового туру ATP (0–0)          |
| Серія 250 Світового туру ATP (0–1)          |

| Результат | В-П | Дата     | Турнір            | Покриття | Суперник   | Рахунок       |
| --------- | --- | -------- | ----------------- | -------- | ---------- | ------------- |
| Поразка   | 0–1 | Сер 2009 | Лос-Анджелес, США | Тверде   | Сем Кверрі | 4–6, 6–3, 1–6 |

### Парний розряд: 1 (1–0)
| Легенда                                     |
| Турніри Великого шлему (0–0)                |
| Фінали Світового туру ATP (0–0)             |
| Серія Мастерс 1000 Світового Туру ATP (0–0) |
| Серія 500 Світового туру ATP (0–0)          |
| Серія 250 Світового туру ATP (0–1)          |

| Результат | В-П | Дата     | Турнір                   | Покриття | Партнер      | Суперники                           | Рахунок  |
| --------- | --- | -------- | ------------------------ | -------- | ------------ | ----------------------------------- | -------- |
| Перемога  | 1–0 | Лип 2010 | Ньюпорт, Род-Айленд, США | Трава    | Кріс Гуччоне | Сантьяго Гонсалес Тревіс Реттенмаєр | 6–3, 6–4 |

## Досягнення
| W | Ф | ПФ | ЧФ | #Р | КТ | К# | DNQ | A | NH |

### Одиночний розряд
Актуально з урахуванням Відкритого чемпіонату США 2012.
| Турніри Великого шлему                 |     |     |     |     |     |     |
| Відкритий чемпіонат Австралії з тенісу | К2р | 1р  | 1р  | 1р  | К3р | 0–3 |
| Відкритий чемпіонат Франції з тенісу   |     |     | 2р  | К1р |     | 1–1 |
| Вімблдонський турнір                   |     |     | 1р  | К1р |     | 0–1 |
| Відкритий чемпіонат США з тенісу       | 1р  | 2р  | 2р  | К2р |     | 2–3 |
| В-П                                    | 0–1 | 1–2 | 2–4 | 0–1 | 0–0 | 3–8 |

### Парний розряд
Актуально з урахуванням Відкритого чемпіонату США 2012.
| Турніри Великого шлему           |     |     |     |     |     |     |     |       |
| Відкритий чемпіонат Австралії    | 2р  | 2р  | 3р  | 3р  | 2р  | 3р  | 2р  | 10–7  |
| Відкритий чемпіонат Франції      |     |     |     |     | 1р  |     | 1р  | 0–2   |
| Вімблдонський турнір             |     |     |     |     | 3р  | 3р  |     | 4–2   |
| Відкритий чемпіонат США з тенісу |     |     |     | ЧФ  | 1р  |     |     | 3–2   |
| В-П                              | 1–1 | 1–1 | 2–1 | 5–2 | 3–4 | 4–2 | 1–2 | 17–13 |